# Факултет за образовање учитеља и васпитача Универзитета у Београду
Факултет за образовање учитеља и васпитача Универзитета у Београду је члан Универзитета у Београду и налази се у улици Краљице Наталије 43.

## Зграда факултета
Камен темељац нове зграде Женске учитељске школе, у којој је данас смештен Факултет за образовање учитеља и васпитача, положен је 1933. године. Како је Архитектонско одељење Министарства грађевина пројектовало све државне зграде након Првог светског рата, за аутора пројекта изабрана је једна од најискуснијих инжењера и архитеката овог одељења, Јованка Бончић-Катеринић (1887—1966). 
Кроз архитектуру зграде, Јованка Бончић-Катеринић поштујући класичне академске принципе, применила је и модерне идеје. Сведено обликована, без стилских елемената и декорације, усаглашене просторне структуре, зграда представља синтезу класичног академског и модерног градитељства.

## Управа факултета
- Декан Данимир Мандић
- Продекан за науку
- Продекан за наставу
- Продекан за развој факултета и међународну сарадњу
- Продекан за оперативни менаџмент

## Катедре факултета
- Катедра за српски језик, књижевност и методику српског језика и књижевности
- Катедра за математику и методику наставе математике
- Катедра за дидактику
- Катедра за методику наставе природе и друштва
- Катедра за педагогију и психологију
- Катедра за филозофију и друштвене науке
- Катедра за методике уметничких предмета
- Катедра за методику физичког васпитања
- Катедра за румунски језик (као матерњи језик) и стране језике

## Издавачка делатност
Издавачка делатност Факултета за образовање учитеља и васпитача је изузетно богата и разноврсна.

### Лексикон образовних термина (ЛОТ)
Лексикон образовних термина је најновије издање Факултета за образовање учитеља и васпитача. На 910 страница А4 формата, у овом Лексикону сви битни појмови из наука који се изучавају и предају на учитељском и њему сродним факултетима су сабрани, систематизовани и протумачени. Као што је у самом предговору ЛОТ-а истакнуто, он "... није само педагошки, како би се могло очекивати, пошто, уз дидактику и све методике, сабира и објашњава кључне термине из области као што су психологија и филозофија, социологија и антропологија, језик и књижевност, математика и информатика, култура и уметност, затим историја и знања везана за природу и друштво." 
ЛОТ је колективно лексикографско дело 132 аутора. Резултат четворогодишњег рада аутора је 1257 одредница које ће свима који се баве васпитањем и образовањем бити драгоцене.

### Иновације у настави / Journal Teaching Innovations(часопис)
Први број часописа Иновације у настави објављен је 1983. године. Од тада овај научни часопис континуирано излази четири пута годишње. Садржи радове из наука и научних дисциплина које третирају наставни процес на свим нивоима васпитања и образовања.

### Едиције

#### Едиција Монографије
Године 2007. основана је едиција Монографије са циљем да објављује докторске и магистарске радове наставника и сарадника Учитељског Факултета.
У Малој библиотеци Српске књижевне задруге, а у сарадњи са Учитељским факултетом, објављене су као посебне монографије Наивна прича проф. др Петра Пијановића, Путописи српске авангарде доц. др Слађане Јаћимовић и Поетика бајке Гроздане Олујић доц. др Зоране Опачић.

#### Едиција Студије
Едиција Студије покренута је током 2009. године. У њој су објављене следеће књиге: С речима и речником проф. др Милице Радовић-Тешић, Мотивација за учење - теорије, принципи, примена проф. др Биљане Требјешанин, Божанска деца - прилози психологији даровитости проф. др Аурела А. Божина и Лексикологија и граматика у школи проф. др Рајне Драгићевић.

#### Едиција Мали Принц
У едицији Мали принц која је покренута 2011. године, за сада су објављене две књиге Гроздане Олујић, Сабране бајке и Гласам за љубав.

### Зборници
Као резултат стручних и научних скупова организованих на Факултету за образовање учитеља и васпитача, објављено је више научних зборника. 
- Дидактичко-методички аспекти промена у основношколском образовању
- Одрасли о даровитој деци и младима

Заједно са Руском академијом образовања објављени су зборници: 
- Иновације и традиција у образовању
- Вредновање и рејтинг школе
- Чиниоци и индикатори ефикасности и методе унапређивања основног васпитања и образовања

У оквиру пројекта Поетика српске књижевности за децу и младе објављена су три зборника:
- Душан Радовић и развој модерне српске књижевности
- Бунтовници и сањари : књижевно дело Гроздане Олујић
- Приповедач урбане меланхолије : књижевно дело Моме Капора

У сарадњи са Институтом за књижевност објављени су зборници:
- Милан Ракић и модерно песништво
- Постсимболистичка поетика Ивана В. Лалића
- Поезија и поетика Јована Дучића
- Модерни класициста Јован Христић
- Поетика Стевана Раичковића
- Песништво и књижевна мисао Миодрага Павловића
- Песничке вертикале Љубомира Симовића
- О песмама, поемама и поетици Матије Бећковића